# Boom Kah
Boom Kah è il terzo album di studio del cantante finlandese Robin, pubblicato il 4 ottobre 2013.

## Descrizione
L'album è entrato alla 41ª settimana nella classifica degli album più venduti, raggiungendo la prima posizione.
L'album è stato premiato con il doppio disco di platino il giorno stesso della pubblicazione.
Dall'album sono stati estratti tre singoli: il primo, Boom Kah è stato pubblicato il 30 agosto 2013, anticipando l'uscita dell'album mentre il secondo, Erilaiset è stato pubblicato il 16 ottobre 2013.
Il terzo singolo, Onnellinen, è stato pubblicato il 7 febbraio 2014 e il video è stato girato in Repubblica Dominicana.

## Tracce
1. Boom Kah (feat. Mikael Gabriel e Uniikki) – 3:15 (Jimi Constantine, Risto Asikainen, Mikael Gabriel, Uniikki)
2. Erilaiset – 3:35 (Risto Asikainen, Jonas Olsson)
3. Kävele mun kaa – 3:44 (Kyösti Salokorpi, Joonathan Kettunen)
4. Tilttaamaan – 2:49 (Jimi Constantine, Jonas Olsson)
5. 3D-lasit – 3:01 (Mobster, Jonas Olsson, Jimi Constantine)
6. Anonyymit ja nimimerkit – 3:12 (Jonas Olsson, Aku Rannila, Heidi Maria Paalanen, Saara Törmä)
7. Onnellinen – 3:48 (Joonas Angeria, Jonas Olsson, Heigo Anto, Robin, Pekka Eronen)
8. Neon – 3:31 (Simo Reunamäki, Heidi Maria Paalanen)
9. Pystyt mihin vaan – 3:07 (Ilkka Wirtanen, Janne Huttunen, Pekka Eronen)
10. Eeppinen (feat. VilleGalle) – 3:14 (DJ Street Kobra, Kyösti Salokorpi, Eppu Kosonen, VilleGalle)

Edizione Deluxe
1. Vapaus – 3:29 (Street Kobra, Simo Reunamäki, Pekka Eronen, Jimi Constantine)
2. Ei välii – 3:19 (Samuel Johansson, Robin, Simo Reunamäki)
3. Jarrupala – 3:16 (Tobias Granbacka, Oskar Nyman, Jimi Constantine)

Edizione Super Deluxe
1. Vapaus – 3:29 (Street Kobra, Simo Reunamäki, Pekka Eronen, Jimi Constantine)
2. Ei välii – 3:19 (Samuel Johansson, Robin, Simo Reunamäki)
3. Jarrupala – 3:16 (Tobias Granbacka, Oskar Nyman, Jimi Constantine)
4. Oikee – 3:12 (Robin, Jonas Olsson, Samuli Laiho)

Edizione iTunes
1. Vapaus – 3:29 (Street Kobra, Simo Reunamäki, Pekka Eronen, Jimi Constantine)
2. Ei välii – 3:19 (Samuel Johansson, Robin, Simo Reunamäki)
3. Jarrupala – 3:16 (Tobias Granbacka, Oskar Nyman, Jimi Constantine)
4. Kun nuoruus päättyy (feat. The Rasmus) (versione acustica) – 2:50

Edizione Spotify
1. Eepinen (feat. VilleGalle) (remix) – 3:14 (Street Kobra, Kyösti Salokorpi, Eppu Kosonen, VilleGalle)

## Classifica
| Classifica | Massima posizione |
| ---------- | ----------------- |
| Finlandia  | 1                 |